# Cooper's Hill Cheese-Rolling and Wake

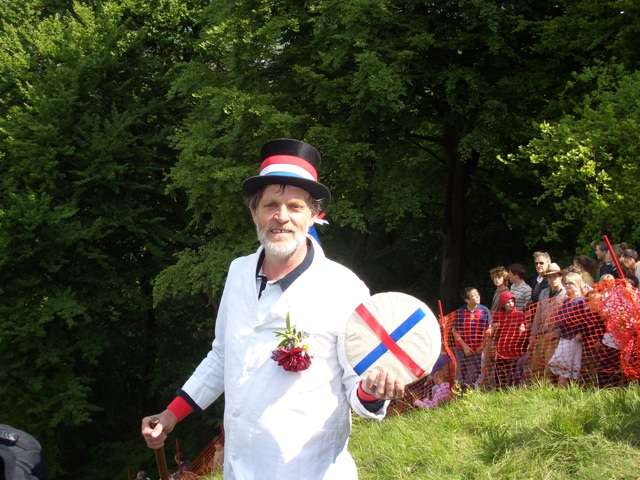
El mestre de cerimònies.

La Cooper's Hill Cheese-Rolling and Wake és un esdeveniment que es ve celebrant anualment al mes de maig al turó Cooper's Hill, a Brockworth (prop de Cheltenham i Gloucester), a la regió anglesa de Cotswolds. L'esdeveniment pren el nom del turó on té lloc i de la vila situada en ell. Els competidors es llencen turó avall darrere d'un formatge Double Gloucester, i la primera persona que creua la línia d'arribada guanya el formatge. En teoria, els competidors proven d'atrapar el formatge, però com que es llença un segon abans i pot arribar a baixar a més de 110 quilòmetres per hora (prou per a colpejar i ferir algun espectador com va passar el 1997), quasi mai ho aconsegueixen.
És difícil tenir informació precisa, però la tradició té un mínim de 200 anys. S'ha suggerit que l'esdeveniment pot datar dels temps romans o podria haver sigut un ritual de curació pagà, però no hi ha cap prova al respecte.
El "Cheese Rollers" és també el nom d'un pub proper a menys d'un kilòmetre a peu del turó. Els competidores solen freqüentar aquest lloc abans de la competició per a encoratjar-se a base d'alcohol o per a pensar les tàctiques, i també després de la prova per a recuperar-se.